# Partit Públic Patriòtic
El Partit Públic Patriòtic (愛国公党, Aikoku Kōtō) fou un grup polític del Moviment per la Llibertat i els Drets del Poble i posteriorment un partit polític del Japó. La formació és sovint considerada com el primer partit polític de la història del Japó.
El Partit Públic Patriòtic (PPP) fou fundat al gener de 1874 per Itagaki Taisuke, Etō Shimpei, Gotō Shōjirō i altres membres del Moviment per la Llibertat i els Drets del Poble. Un dels seus propòsits era el de demanar al govern Meiji la creació d'una assemblea legislativa nacional. Amb por de ser empresonat després de la fallida rebel·lió de Saga, Itagaki va deixar el partit poc després de la seua fundació.
Posteriorment, un altre Partit Públic Patriòtic fou creat al maig de 1890 per la facció de la província de Tosa pertanyent al Partit Liberal, encapçalada novament per Itagaki Taisuke. El mateix any el partit es fussionà amb el Club dels Pensadors Afins i altres partits regionals per tal de formar el Partit Liberal Constitucional.